# Joseph König
Joseph König, född 15 november 1843 i Haltern, död 12 april 1930 i Münster, var en tysk kemist.
König blev 1870 föreståndare för den nyorganiserade agrikulturkemiska försöksstationen i Münster samt 1899 ordinarie professor vid universitetet där. Hans verksamhet som födoämnesanalytiker var av banbrytande betydelse, och hans Chemie der menschlichen Nahrungs- und Genussmittel (två band, 1879–80; fjärde upplagan, tre delar, 1902-05) var en av sin tida mest tillförlitliga och spridda handböcker på detta område.